# Óscar Brauer Herrera
Oscar Brauer Herrera (* 14. Dezember 1922 in Xalapa, Bundesstaat Veracruz) ist ein ehemaliger mexikanischer Agrarwissenschaftler, Hochschullehrer und Politiker der Partido Revolucionario Institucional (PRI), der zwischen 1974 und 1976 Minister für Landwirtschaft und Ernährung SAF (Secretarío de Agricultura y Fomento) in der Regierung von Präsident Luis Echeverría Álvarez war.

## Leben

### Studium, Forscher und Promotion
Brauer Herrera begann nach dem Schulbesuch 1945 ein Studium der Pflanzenbauwissenschaften an der Universidad Autónoma Chapingo (UAch), das er 1951 als Agraringenieur abschloss. Danach nahm er zunächst eine berufliche Tätigkeit als Technischer Assistent für Baumwolle bei der Firma Anderson Clayton & Co. in Heroica Matamoros und war im Anschluss zwischen 1952 und 1956 Forscher in der Abteilung für Pflanzenbau im Büro für Sonderstudien des Ministeriums für Landwirtschaft und Ernährung. Während dieser Zeit absolvierte er von 1954 bis 1955 ein postgraduales Studium an der University of California, Davis (UC Davis), welches er mit einem Master of Science (M.Sc.).
1956 wurde Brauer Herrera Technischer Assistent für den Einsatz von Herbiziden und Begasungsmitteln bei der mexikanischen Niederlassung des international tätigen Chemieunternehmens Dow Chemical sowie 1958 Direktor des Landwirtschaftlichen Forschungszentrums des Büros für Sonderstudien des Ministeriums für Landwirtschaft und Ernährung, ehe er von 1959 bis 1965 Forscher und Professor an der Universidad Autónoma Chapingo sowie an der Graduiertenschule des Nationalen Polytechnischen Instituts IPN (Instituto Politécnico Nacional) war.
Während dieser Zeit begann er 1960 seine Promotion zum Doktor der Agrarwissenschaften an der Georg-August-Universität Göttingen, die er 1962 mit einer Dissertation mit dem Titel Untersuchungen über Qualitätseigenschaften in Fi-Hybriden von Paprika, Capsicum annuum L. abschloss.

### Hochschullehrer und Minister
1965 übernahm Brauer Herrera die Funktion als Professor und Direktor der Graduiertenschule der Universidad Autónoma Chapingo und übte diese bis 1969 aus. Danach wurde er 1969 Direktor des Landwirtschaftlichen Forschungszentrums der Universidad Autónoma de Sinaloa, zu der Forschungslabors in Culiacán, El Fuerte und El Carrizo gehörten, und war daraufhin zwischen 1970 und 1972 Generaldirektor des Nationalen Instituts für landwirtschaftliche Forschung.
Im Anschluss fungierte er zwischen 1972 und 1974 als Unterstaatssekretär im Ministerium für Landwirtschaft und Ernährung, ehe er am 4. Oktober 1974 Nachfolger des zum Gouverneur des Bundesstaates Chihuahua gewählten Manuel Bernardo Aguirre als Minister für Landwirtschaft und Ernährung (Secretarío de Agricultura y Fomento) wurde. Dieses Ministeramt bekleidete er bis zum Ende der Amtszeit von Präsident Luis Echeverría Álvarez am 30. November 1976.
1974 wurde Brauer Herrera als erster Mexikaner mit der Inter-American Agricultural Medal ausgezeichnet.

## Veröffentlichungen
- Diagnóstica de las Ciencias Agrícolas en México, 1967
- Fitogénica Aplicada. Los conocimientos de la herencia vegetal al servicio de la humanidad, 1969

in deutscher Sprache
- Untersuchungen über Qualitätseigenschaften in Fi-Hybriden von Paprika, Capsicum annuum L., Dissertation, 1962